# Carantania
Il Principato di Carantania o di Carentania (in sloveno Karantanija, in tedesco Karantanien, in latino medievale Caranthania, in paleoslavo *Korǫtanъ), fu un'entità statale slava formatasi nella seconda metà del VII secolo nel territorio delle attuali Austria meridionale e Slovenia nordoccidentale. Fu lo stato predecessore della Marca di Carinzia, creata nell'889 nell'ambito dell'Impero carolingio.

## Origine del nome
Il nome Carantania è di origine protoslava. Paolo Diacono menziona degli "Slavi a Carnunto, che è erroneamente chiamata Carantano" (Carnuntum, quod corrupte vocitant Carantanum).
Una possibile spiegazione etimologica è che possa essere formato da una base toponimica carant-, risalente in ultima istanza dalla radice preindoeuropea *karra che significa "roccia", oppure che sia di origine celtica e che derivi da *karant-, che significa "amico, alleato". Il nome slavo korǫtanъ sarebbe stato adattato dal latino *carantanum. Si sostiene che anche Il toponimo Carinzia (in sloveno Koroška, dal protoslavo *korǫt’ьsko) vi sia collegato etimologicamente, derivando dal pre-slavo *carantia.
Il nome, come la maggioranza dei toponimi che iniziano con *Kar(n)- in quest'area dell'Europa, è a sua volta molto probabilmente legato alla tribù preromana dei Carni che un tempo popolava le Alpi orientali.

## Territorio
La capitale della Carantania era molto probabilmente Karnburg (in sloveno Krnski grad) nello Zollfeld (in sloveno Gosposvetsko polje), a nord dell'attuale città di Klagenfurt (in sloveno Celovec). Il principato era incentrato sull'area dell'attuale Carinzia, e comprendeva territori dell'attuale Stiria, la maggior parte del Tirolo Orientale e della val Pusteria, le regioni del Lungau e del Ennspongau nel Salisburghese e le parti meridionali dell'Alta e della Bassa Austria. Molto probabilmente comprendeva anche il territorio della provincia storica slovena della Carinzia. Le poche fonti storiche esistenti distinguono tra due distinti principati nell'area alpina orientale: la Carantania e la Carniola. Quest'ultima, che compare nelle registrazioni storiche dalla parte finale dell'VIII secolo, era situata nella parte centrale dell'attuale Slovenia, e fu (almeno nel nome) lo stato predecessore del successivo Ducato di Carniola.
I confini del successivo stato di Carantania, sotto la sovranità feudale dei Carolingi, e dei suo successori (la Marca di Carinzia dall'889 e il Ducato di Carinzia del 976), non coincidevano con quelli della Carantania storica.

## Storia

La Carantania nell'Impero carolingio (788–843)

Dopo la caduta del Regno ostrogoto nel 553, il popolo germanico dei Longobardi invase l'Italia passando attraverso il Friuli e fondandovi un proprio regno. Nel 568, praticamente tutti i Longobardi erano migrati nell'Italia settentrionale. Successivamente, negli ultimi decenni del VI secolo, gli Slavi si stabilirono nel territorio spopolato con l'aiuto dei loro dominatori Avari. Nel 588 raggiunsero l'alto corso della Sava e nel 591 quello della Drava, dove ben presto dovettero combattere i Bavari condotti dal duca Tassilone I. Nel 592 vinsero i Bavari, ma nel 595 la sorte arrise all'armata slavo-avara, che così consolidò il confine tra i territori dei Franchi e quelli degli Avari. Da quel momento in poi gli attuali territori del Tirolo Orientale e della Carinzia furono indicati nelle fonti storiche come Provincia Sclaborum (paese degli Slavi). Nel VI secolo anche Coira fu conquistata dai Franchi.
Tra il IX e il X secolo gli Slavi delle Alpi, ritenuti essere tra gli antenati degli attuali Sloveni, si stabilirono nella parte montuosa orientale del Friuli, che sarebbe divenuta nota come Slavia friulana, oltre che sull'altopiano del Carso e nella zona a nord e a sud di Gorizia.
L'insediamento degli Slavi nelle Alpi orientali è messo in connessione col collasso di diocesi locali nel tardo VI secolo, con cambiamenti nella popolazione e nella cultura materiale e, più significativamente, nell'imposizione di una lingua slava nella zona. Il territorio in cui si erano stabiliti rimase comunque abitato dai resti delle popolazioni indigene romanizzate, che continuarono a professare la religione cristiana.
Si ritiene che gli Slavi fossero inizialmente sudditi di sovrani avari (khaghan) sia nelle Alpi orientali che nella regione pannonica. Dopo l'indebolimento del potere avaro attorno al 610, si formò nella Carinzia meridionale una marca degli Slavi (marca Vinedorum) relativamente indipendente, governata da un duca. Le fonti storiche citano Valuk come duca degli Slavi (Wallux dux Winedorum).
Nel 626 terminò il dominio avaro sugli Slavi, a causa della sconfitta degli Avari a Costantinopoli. Nel 658 morì Samo e la sua federazione tribale si disintegrò. Una piccola parte della marca degli Slavi originale, a nord dell'attuale Klagenfurt, conservò la sua indipendenza e divenne nota come Carantania, nome che inizia ad apparire nelle fonti storiche poco dopo il 660. La prima indicazione chiara di un'identità etnica specifica e di un'organizzazione politica può essere riconosciuta nel termine geografico Carantanum usato da Paolo Diacono riferendosi all'anno 664, collegandosi al quale citò anche uno specifico popolo slavo (gens Sclavorum) che vi viveva.
Quando attorno al 740 il principe Boruth chiese aiuto al duca dei Bavari Odilone contro il pericolo imminente portato dalle tribù avare dell'est, la Carantania perse la sua indipendenza. I successori di Boruth dovettero accettare la sovranità dei Bavari e del semifeudale Regno dei Franchi, retto da Carlo Magno tra il 768 e l'814. Carlo Magno pose anche fine alle invasioni degli Avari, che tra il 745 e il 795 avevano riconquistato la parte orientale della Carantania.
Nell'828 la Carantania divenne infine una marca dell'Impero carolingio. I signori locali furono deposti per aver appoggiato la ribellione antifranca di Ljudevit Posavski, il principe degli Slavi di Pannonia, e furono sostituita da altri di stirpe Germanica, (principalmente bavara. Per effetto del Trattato di Verdun dell'843, passò nelle mani di Ludovico II il Germanico (804-876) che, secondo gli Annales Fuldenses (863), diede il titolo di "prefetto dei Carantani" (praelatus Carantanis) al suo figlio maggiore Carlomanno. Nell'887 Arnolfo di Carinzia (850-899), nipote di Ludovico il Germanico, assunse il titolo di re dei Franchi Orientali e divenne il primo duca di Carinzia.

## L'inaugurazione ducale

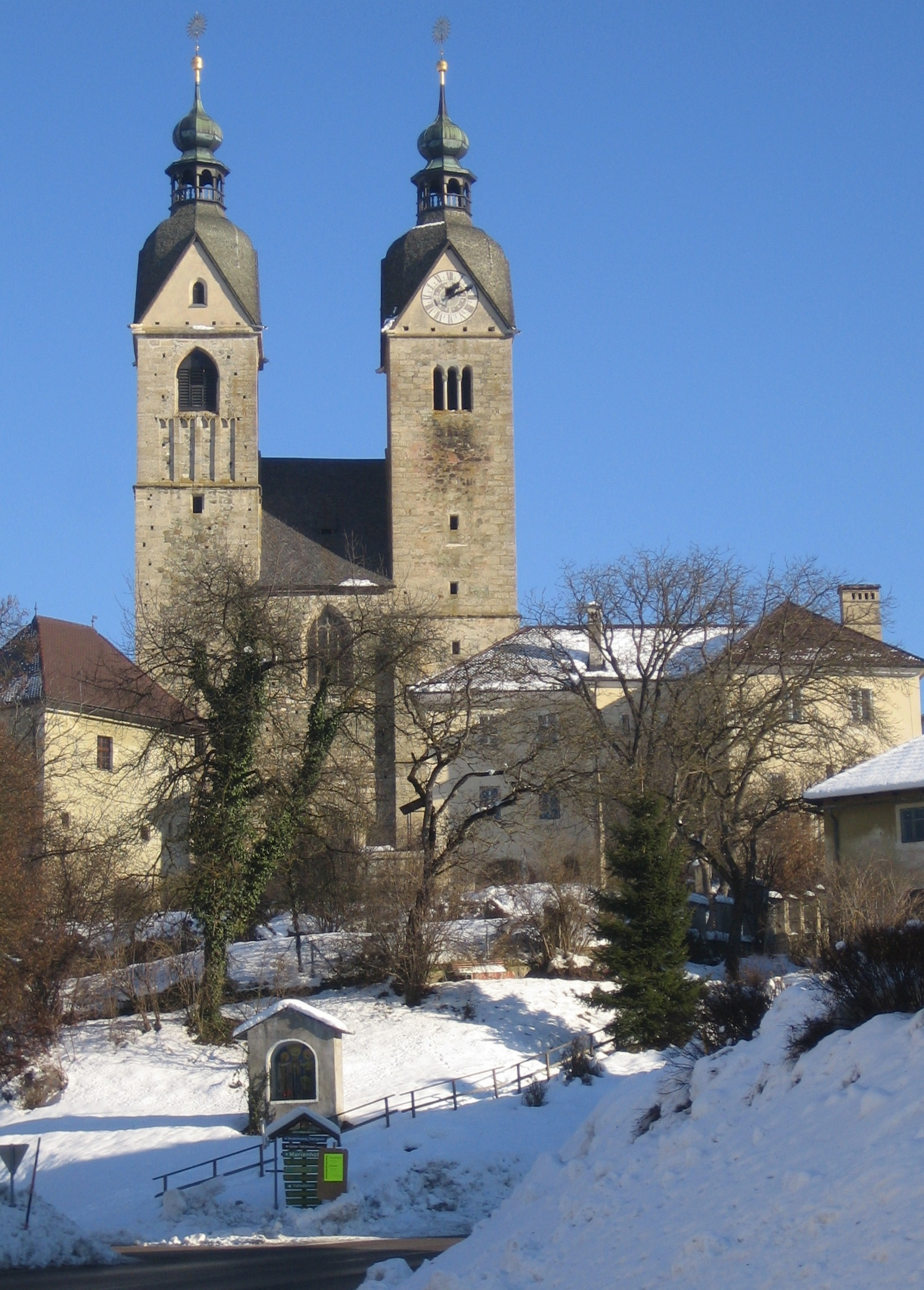
Chiesa di Maria Saal (Gospa Sveta)

Nel principato di Carantania era particolarmente interessante l'antico rito d'insediamento dei duchi (o principi; entrambi i termini sono delle traduzioni approssimative del termine slavo Knez/Knjaz, in tedesco Fürst), una pratica continuata anche dopo l'incorporazione nel Ducato di Carinzia. Fu eseguita per l'ultima volta nel 1414, quando Ernesto I d'Asburgo vi s'insedio come duca di Carinzia. Il rito si svolgeva sulla Pietra del Principe (in sloveno Knežji kamen, in tedesco Fürstenstein), un antico capitello di colonna romano presso Krnski grad (ora in tedesco Karnburg) ed era tenuto in lingua slovena da un contadino libero che, scelto dai suoi pari grado, in nome del popolo chiedeva conto al nuovo principe della sua integrità e gli ricordava i suoi doveri. Successivamente, quando il Ducato di Carinzia entrò nei domini asburgici, l'idea che il duca di Carinzia ricevesse la sua legittimazione dal popolo divenne la base della dignità arciducale rivestita unicamente dagli Asburgo.
L'incoronazione dei duchi di Carinzia consisteva di tre parti: prima, il rito eseguito in sloveno alla Pietra del Principe, poi una messa officiata alla cattedrale di Maria Saal e infine una cerimonia che si svolgeva al Trono Ducale (in sloveno Vojvodski stol, in tedesco Herzogsstuhl), dove il nuovo duca prestava giuramento in tedesco e dove riceveva gli omaggi dei vassalli. Il Trono Ducale si trovava nella valle dello Zollfeld, a nord di Klagenfurt.
La cerimonia fu descritta per la prima volta dal cronachista Giovanni di Viktring in occasione dell'incoronazione di Mainardo II di Tirolo-Gorizia nel 1286. Fu citata anche nei Sei libri dello Stato di Jean Bodin nel 1576.

## Menzioni nella letteratura tardomedievale
La Cronaca di Fredegario nomina la Carantania come Sclauvinia, Dante Alighieri (1265-1321) la cita come Chiarentana o Carentana. Lo stesso nome fu usato anche da altri letterati fiorentini, come il poeta Fazio degli Uberti (circa 1309-1367), il cronachista Giovanni Villani (c. 1280-1348) e Giovanni Boccaccio (1313-1375), che scrisse che il Brenta nasce dai monti della Carantania, una zona delle Alpi che divide l'Italia dalla Germania.

## Struttura etnica e sociale
La popolazione dell'antica Carantania aveva una struttura multietnica. Il nucleo era rappresentato da due gruppi di Slavi che si erano insediati nella regione nel VI secolo e che costituiscono gli antenati degli attuali Sloveni e, in parte, anche degli Austriaci. Altri elementi etnici forti comprendevano i discendenti degli indigeni norici romanizzati, cosa che viene attestata dalle recenti analisi del DNA e da numerosi toponimi. È anche possibile che tra i Carantani vi fossero tracce di Dulebi, Avari, Bulgari, Croati e popolazioni germaniche.

## Lingua

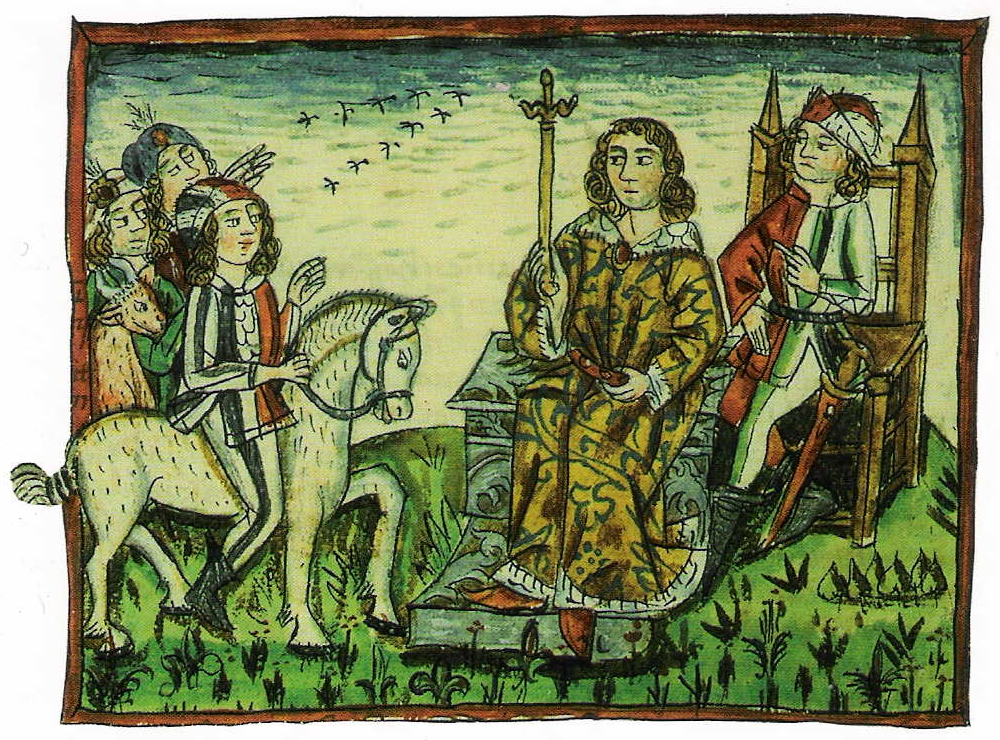
L'insediamento dei duchi di Carinzia secondo una cronaca medievale

Nel suo stadio iniziale, la lingua degli Slavi di Carantania era essenzialmente protoslava. Nella letteratura linguistica slovena e nei testi di riferimento ci si riferisce ad essa con l'espressione "slavo alpino" (alpska slovanščina). Si può dedurre il suo carattere protoslavo dai contatti linguistici degli slavi delle Alpi prima con i resti delle popolazioni indigene romanizzate, e poi anche con i Bavari. I toponimi e gli idronimi preslavi che furono adottati e il loro successivo sviluppo fonetico nello slavo alpino, così come le citazioni bavaresi di nomi slavi alpini fanno luce sulle caratteristiche di questa lingua.
Dal IX secolo in poi, lo slavo alpino andò incontro ad una serie di cambiamenti e innovazioni graduali caratteristici delle lingue slave meridionali. Attorno al XIII secolo, questi sviluppi fecero nascere la lingua slovena.